# Andover (Vermont)
Andover és una població dels Estats Units a l'estat de Vermont. Segons el cens del 2000 tenia 496 habitants.

## Demografia
Segons el cens del 2000, Andover tenia 496 habitants, 215 habitatges, i 147 famílies. La densitat de població era de 6,7 habitants per km².
Dels 215 habitatges en un 22,3% hi vivien nens de menys de 18 anys, en un 57,7% hi vivien parelles casades, en un 7,4% dones solteres, i en un 31,6% no eren unitats familiars. En el 22,8% dels habitatges hi vivien persones soles el 7,4% de les quals corresponia a persones de 65 anys o més que vivien soles. El nombre mitjà de persones vivint en cada habitatge era de 2,31 i el nombre mitjà de persones que vivien en cada família era de 2,7.
Per edats la població es repartia de la següent manera: un 19,4% tenia menys de 18 anys, un 5,6% entre 18 i 24, un 25,4% entre 25 i 44, un 29,6% de 45 a 60 i un 20% 65 anys o més.
L'edat mediana era de 45 anys. Per cada 100 dones de 18 o més anys hi havia 112,8 homes.
La renda mediana per habitatge era de 42.273 $ i la renda mediana per família de 50.625 $. Els homes tenien una renda mediana de 26.719 $ mentre que les dones 25.658 $. La renda per capita de la població era de 21.744 $. Entorn del 4,5% de les famílies i el 8% de la població estaven per davall del llindar de pobresa.